# Christopher Mies

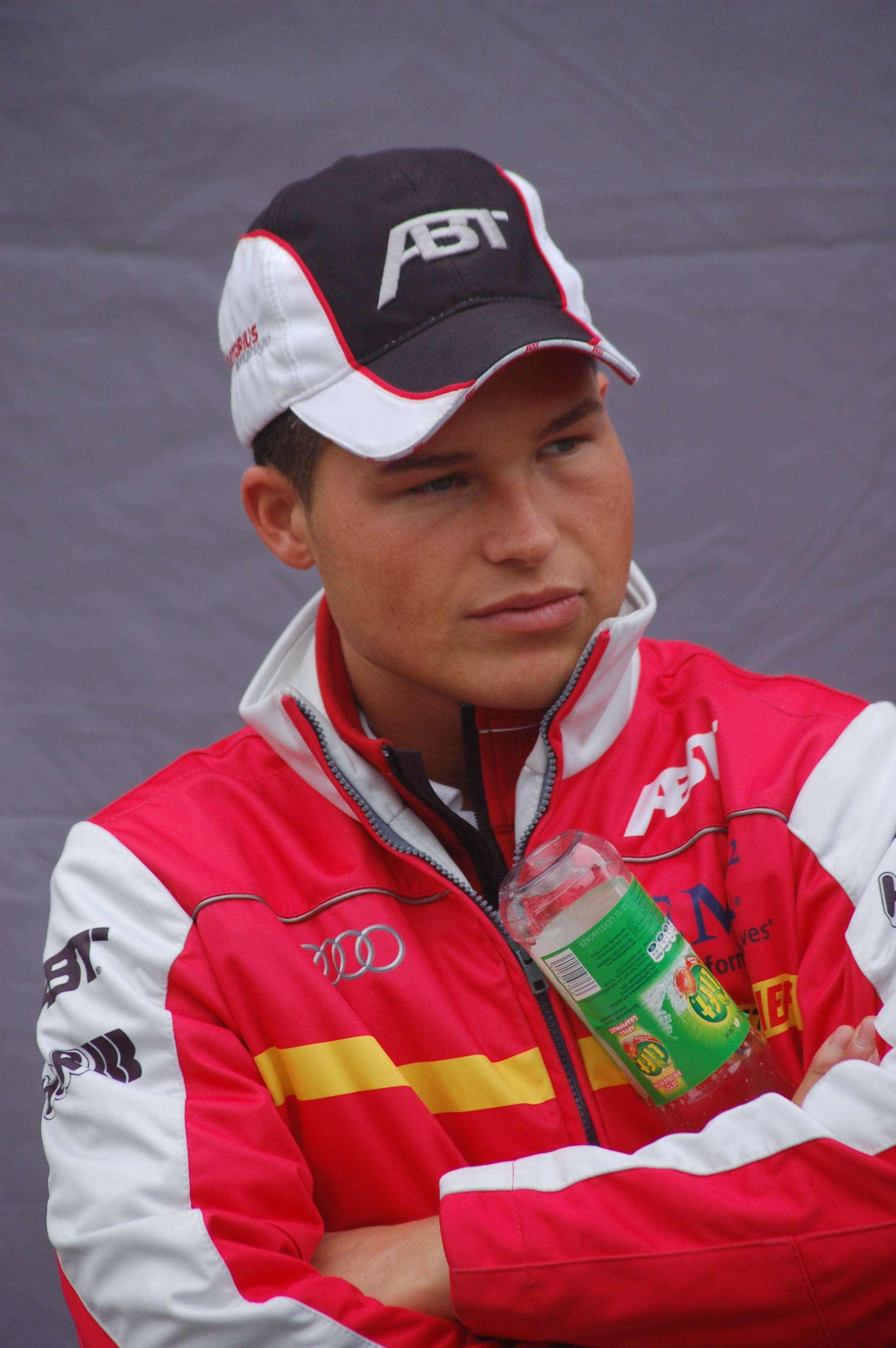
Christopher Mies in Assen 2011

Christopher Mies (* 24. Mai 1989 in Heiligenhaus) ist ein deutscher Automobilrennfahrer.

## Karriere
Christopher Mies begann seine Motorsportlaufbahn 2001 im Kartsport und erzielte verschiedene Meisterschaftserfolge. Gefördert wurde er in dieser Zeit von seinem Vater Peter Mies, der selbst Hobby-Rennfahrer ist. 2006 stieg er in den Tourenwagensport ein. Er ging im Toyota Yaris Cup an den Start und erreichte den zwölften Platz in der Gesamtwertung. 2007 wechselte er zum Team Leipert Motorsport in den Ford Fiesta ST Cup. Mies erzielte zwei Rennsiege und belegte den fünften Platz in der Fahrerwertung. 2008 pilotierte er den Ford Fiesta ST von Leipert Motorsport nun in der Division 2 der ADAC-Procar-Serie. Er gewann sechs Rennen und wurde Gesamtsieger seiner Division. Dies ebnete Mies den Weg in den professionellen Motorsport.
Zur Saison 2009 erhielt Mies bei Phoenix Racing ein Cockpit in der FIA GT3-Europameisterschaft, in der er sich mit seinem Teamkollegen Christopher Haase am Steuer eines Audi R8 LMS abwechselte. Die beiden beendeten drei Rennen siegreich und wurden Europameister. Zudem bestritt Mies im Porsche 997 GT3 Cup von Uwe Alzen 2009 erstmals das 24-Stunden-Rennen auf dem Nürburgring. Mit seinen Teamkollegen Alzen, Sascha Bert und Lance David Arnold erreichte er den vierten Gesamtrang. In der zweiten Saisonhälfte absolvierte Mies auch einige Rennen im ADAC GT Masters und stand zuletzt dem späteren Gesamtsieger Christian Abt zur Seite, als Mies für dessen verletzungsbedingt pausierenden Teamkollegen Jan Seyffarth einsprang.

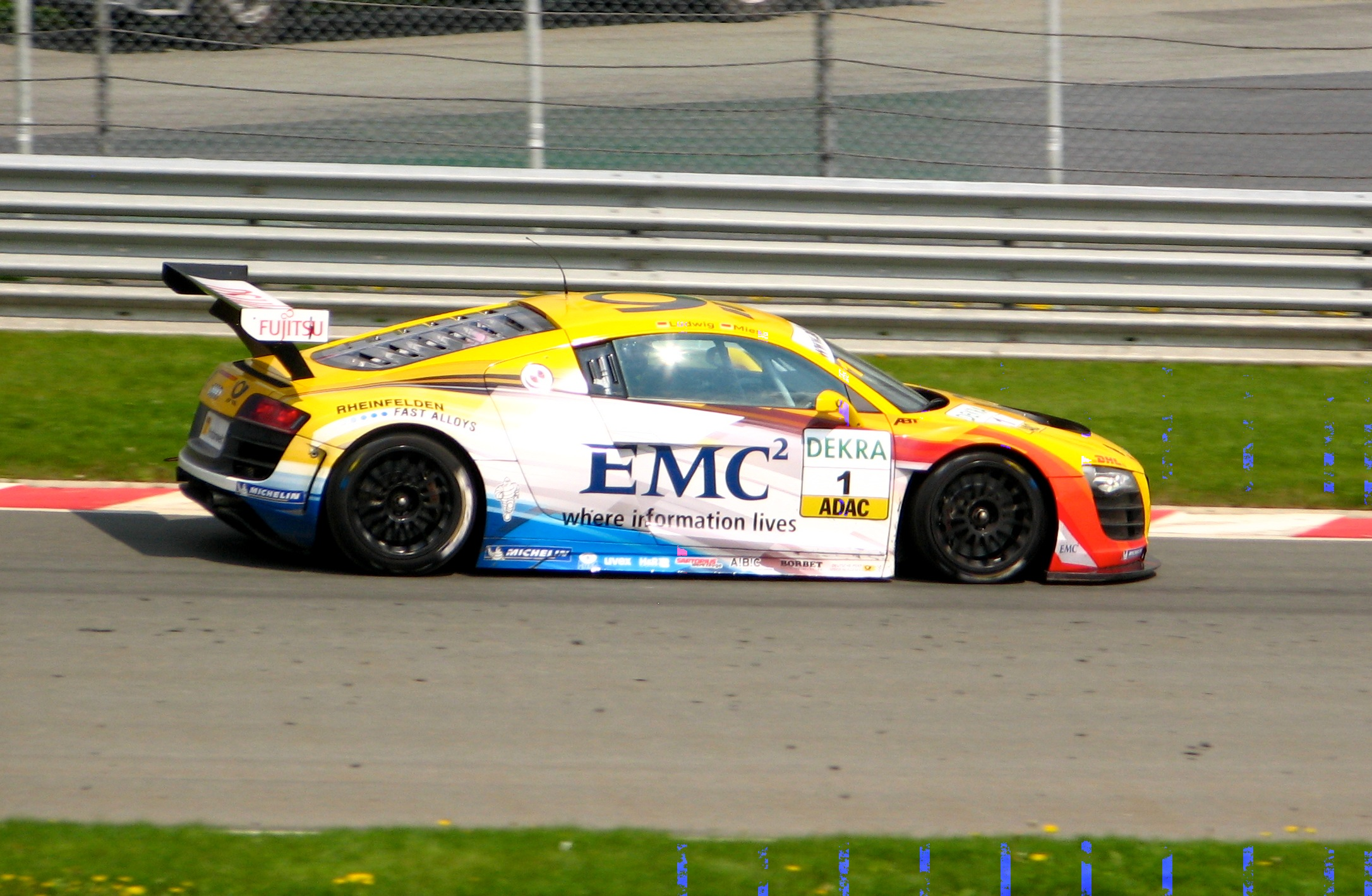
Audi R8 LMS von Christopher Mies und Luca Ludwig im ADAC GT Masters 2010

In der Saison 2010 startet Mies im Audi R8 LMS von Abt Sportsline nun als Stammpilot im ADAC GT Masters. Er erzielte zwei Rennsiege mit seinem Stammteamkollegen Luca Ludwig und einen beim Saisonfinale mit Jens Klingmann, als Ludwig in ein anderes Fahrzeug gesetzt wurde, um die Meisterschaftschancen für Abt zu erhöhen. Am Saisonende belegte Mies den zweiten Platz in der Fahrerwertung. Auch in den Jahren 2011 bis 2013 sowie 2016 bis 2021 trat Mies im ADAC GT Masters an. Dabei wurde er 2016 und 2021 mit Land Motorsport Meister, Teamkollegen waren 2016 Connor De Phillippi, 2021 Ricardo Feller. 
Zu Beginn der Saison 2011 ging es für Christopher Mies erstmals nach Australien. Dort konnte er bei seinem ersten Start beim 12-Stunden-Rennen von Bathurst zusammen mit seinen Teamkollegen Marc Basseng und Darryl O’Young den ersten Platz erreichen. Neben seinem dritten Platz in der Fahrerwertung im ADAC-GT-Masters mit Abt Sportsline, gewann er auch erstmals einen Lauf der VLN-Langstreckenmeisterschaft (10. Lauf) zusammen mit Marc Basseng und Michael Ammermüller für das Team Phoenix.
2012 wiederholte er zusammen mit seinen Teamkollegen Christer Jöns und Darryl O’Young beim 12-Stunden-Rennen von Bathurst den Vorjahressieg. Außerdem bestritt er eine komplette Saison in der Blancpain Endurance Series. Als Stammpilot der Audi-Mannschaft W Racing Team gewann er zusammen mit seinen Teamkollegen Stéphane Ortelli und Christopher Haase im Saisonfinale seinen ersten internationalen Titel seit 2009.

## Sonstiges
Seit 2009 ist Christopher Mies Förderkandidat der Deutsche Post Speed Academy.

## Statistik

### Karrierestationen
| - 2001–2005: Kartsport - 2006: Toyota Yaris Cup (Platz 12) - 2007: Ford Fiesta ST Cup (Platz 5) - 2008: ADAC-Procar-Serie Division 2 (Meister) - 2009: FIA GT3-Europameisterschaft (Meister) - 2009: 24-Stunden-Rennen auf dem Nürburgring (Platz 4) - 2009: ADAC GT Masters (Platz 12) - 2010: ADAC GT Masters (Platz 2) - 2011: 12-Stunden-Rennen von Bathurst in Australien (Platz 1) - 2011: ADAC GT Masters (Platz 3) - 2012: 12-Stunden-Rennen von Bathurst in Australien (Platz 5) - 2012: Blancpain Endurance Series (Meister) - 2012: ADAC GT Masters (Platz 20) - 2013: ADAC GT Masters (Platz 6) | - 2013: Blancpain Endurance Series (Platz 5) - 2014: GT Asia (Platz 12) - 2014: 24-Stunden-Rennen auf dem Nürburgring (Platz 14) - 2014: Blancpain Endurance Series (Platz 11) - 2015: 24-Stunden-Rennen auf dem Nürburgring (Sieg) - 2015: Blancpain Endurance Series (Platz 14) - 2015: Blancpain Sprint Series (Platz 8) - 2015: Australian GT Championship (Meister) - 2016: Nürburgring Langstrecken-Serie - 2016: 24-Stunden-Rennen auf dem Nürburgring (Platz 19) - 2016: ADAC GT Masters (Meister) - 2016: Blancpain Sprint Series (Platz 2) - 2017: Intercontinental GT Challenge (Platz 3) - 2017: 24-Stunden-Rennen auf dem Nürburgring (Sieg) | - 2017: ADAC GT Masters (Platz 3) - 2017: Blancpain Sprint Series (Platz 27) - 2018: Intercontinental GT Challenge (Platz 7) - 2018: Blancpain Endurance Series (Platz 7) - 2018: 24-Stunden-Rennen auf dem Nürburgring (Platz 5) - 2018: ADAC GT Masters (Platz 18) - 2018: Blancpain Sprint Series (Platz 2) - 2019: ADAC GT Masters (Platz 4) - 2019: Intercontinental GT Challenge (Platz 18) - 2020: 24-Stunden-Rennen auf dem Nürburgring (Platz 6) - 2020: ADAC GT Masters (Platz 26) - 2021: ADAC GT Masters (Meister) |

### Le-Mans-Ergebnisse
| Jahr | Team               | Fahrzeug         | Teamkollege     | Teamkollege | Platzierung | Ausfallgrund |
| ---- | ------------------ | ---------------- | --------------- | ----------- | ----------- | ------------ |
| 2024 | Proton Competition | Ford Mustang GT3 | John Hartshorne | Ben Tuck    | Rang 31     |              |

### Sebring-Ergebnisse
| Jahr | Team                          | Fahrzeug          | Teamkollege           | Teamkollege        | Platzierung | Ausfallgrund |
| ---- | ----------------------------- | ----------------- | --------------------- | ------------------ | ----------- | ------------ |
| 2014 | Fall-Line Motorsports         | Audi R8 LMS ultra | Charles Espenlaub     | Charles Putnam     | Rang 28     |              |
| 2017 | Montaplast by Land-Motorsport | Audi R8 LMS GT3   | Connor De Phillippi   | Jules Gounon       | Rang 19     |              |
| 2018 | Montaplast by Land-Motorsport | Audi R8 LMS GT3   | Sheldon van der Linde | Alessio Picariello | Rang 20     |              |
| 2019 | Montaplast by Land Motorsport | Audi R8 LMS GT3   | Daniel Morad          | Ricardo Feller     | Rang 22     |              |
| 2024 | Ford Multimatic Motorsports   | Ford Mustang GT3  | Mike Rockenfeller     | Harry Tincknell    | Rang 26     |              |
| 2025 | Ford Multimatic Motorsports   | Ford Mustang GT3  | Dennis Olsen          | Frédéric Vervisch  | Rang 24     |              |

### Einzelergebnisse in der FIA-Langstrecken-Weltmeisterschaft
| Saison | Team               | Rennwagen        | 1   | 2   | 3   | 4   | 5   | 6   | 7   | 8   |
| ------ | ------------------ | ---------------- | --- | --- | --- | --- | --- | --- | --- | --- |
| 2024   | Proton Competition | Ford Mustang GT3 | KAT | IMO | SPA | LEM | SAO | AUS | FUJ | BAH |
| 2024   | Proton Competition | Ford Mustang GT3 | 31  |     |     |     |     |     |     |     |